# Núria Mas
Núria Mas Canal (Berga, Barcelona, 3 de agosto de 1973) es una economista, profesora y consejera española especializada en el sector sanitario. Es titular de la Cátedra Jaime Grego de Global Healthcare Management, y miembro del Consejo de Dirección de IESE Business School. Ha sido consejera del Banco de España, y asesora para la Sostenibilidad y el Progreso del Sistema Sanitario de la Generalitat de Cataluña. Su actividad docente se centra en la macroeconomía, la economía de la salud y la gestión pública. 

## Formación y carrera profesional
Mas estudió Ciencias Económicas y Empresariales en la Universidad Pompeu Fabra. Obtuvo su doctorado en Economía en la Universidad de Harvard y realizó un máster en Economía por las universidades Pompeu Fabra y Harvard. 
De 2001 a 2003, trabajó en Lehman Brothers en Londres como asociada en el Departamento de Renta Fija. Desde 2003 es profesora en el departamento de Economía del IESE Business School, siendo nombrada directora del mismo en 2016. Además, es titular de la Cátedra Jaime Grego de Global Healthcare Management y directora académica del Encuentro del Sector Sanitario del IESE.  
Antes de incorporarse al IESE y durante sus estudios de doctorado, Mas fue investigadora del National Bureau of Economic Research en Boston. Entre 2014 y 2015 fue miembro del Consejo asesor para la Sostenibilidad y el Progreso del Sistema Sanitario de la Generalidad de Cataluña.Núria Mas es Miembro de Honor de la Asociación Española de Economía.

### Consejera del Banco de España
El 24 de marzo de 2017 fue nombrada consejera del Banco de España, reemplazando a Guillem López Casasnovas tras agotar sus dos mandatos consecutivos de seis años, el máximo permitido por ley. Con su nombramiento, cuatro de los diez miembros del consejo del Banco de España fueron mujeres. Las otras tres mujeres fueron Carmen Alonso, la secretaria general del Tesoro Emma Navarro, y  la vicepresidenta de la CNMV Ana María Martínez-Pina. En marzo de 2023, Mas finalizó su mandato de seis años como consejera. 

### Otros cargos
Desde 2021 Mas es miembro del patronato de la Fundación Insitut Guttmann, un hospital referente internacional en la neurorrehabilitación. Entre otros cargos, forma parte de la junta directiva del Cercle d’Economia, asociación cívica que contribuye al debate público sobre los principales retos económicos, sociales y políticos. Es titular de la Cátedra Jaime Grego de Global Healthcare Management desde 2014 y miembro del Consejo de Dirección del IESE Business School desde 2021.

## Investigación
Mas ha dedicado su carrera académica a la investigación de la economía de la salud, enfocándose en la organización de los sistemas sanitarios. Ha estudiado los efectos de los distintos sistemas sanitarios en la salud de la población y cómo los hospitales y médicos responden a distintos mecanismos de incentivos.

### Publicaciones científicas
Ha realizado investigaciones sobre la evaluación de políticas públicas, que se han publicado en diversas revistas internacionales, como The Journal of Real Estate Finance and Economics,Journal of Health Economics,The Review of Industrial Organization, Food Policy,y el International Journal of Healthcare Finance and Economics.

## Premios y becas
Núria Mas ha recibido varios premios de investigación en España, incluyendo el Premio ClosingGap en 2023 por su contribución a la transformación social hacia la igualdad de oportunidades, la innovación y la generación de conocimiento económico en materia de igualdad de género.
Sus proyectos de investigación han sido beneficiarios de diversas becas. En 2009 y 2018, el Ministerio de Educación y Ciencia de España le otorgó una beca para investigar el impacto de la estructura organizativa y los incentivos en la atención primaria, y cómo la globalización afecta la obesidad y la ingesta calórica.
En 2017, recibió la Beca de la Agencia de Gestió d'Ajuts Universitaris para profundizar en las narrativas convergentes de gestión integrada y crónica y la relación entre la salud y la riqueza, explorando cómo estos factores se interrelacionan y afectan a las políticas y prácticas en el ámbito sanitario y económico.
En 2017, la Robert Wood Johnson Foundation le otorgó financiación para estudiar modelos de salud responsable en España, la gestión de cuidados crónicos y la promoción de la cultura de la salud. En 2021, el Social Trends Institute le otorgó una beca para explorar la práctica dual de los médicos y su impacto en la oferta laboral, la calidad de la atención y los costos de la atención sanitaria.
Ha sido parte del jurado de los Premios Fundación Banco Sabadell a la Investigación Económica. 

## Obra destacada
- Nuria Mas i Canal; Giovanni Valentini (2015). «Technology complexity and target selection: : the case of US hospital mergers». Industrial and Corporate Change 24 (2): 511-537. ISSN 1464-3650.
- Nuria Mas i Canal; Wendy Wisbaum (2014). «La "Triple Meta" para el futuro de la sanidad». Papeles de economía española (142): 2-6. ISSN 0210-9107.